# توحة (فلم)
توحة هو فيلم مصري عرض عام 1958، بطولة هند رستم ومحسن سرحان ومحمود إسماعيل، من تأليف محمود إسماعيل ومن إخراج حسن الصيفي.

## قصة الفيلم
تدور أحداث الفيلم عن «توحة» (هند رستم) المعلمة التي تملك مخبز توحة وتتميز بالذكاء والجمال والقوة والكثير يخاف منها لكنها رغم ذلك تقع في حب رشاد ولكن رشاد لا يهتم بها ويعتبرها قاسية فتتزوج من رجل يدعى «فجلة» ولكن هذا الرجل يصاب بحادث وتبتر ساقه ويظل جليس المستشفى وفي هذه الفترة تخطط «توحة» لقتل رشاد فتسلط علية رجل ليقتله ولكن ضميرها يصحو وتعاني من الشعور بالذنب فتسوء صحتها، ذهبت إلى رشاد وتصارحا بحبهما لبعضهما، وتزوجا بعد أن طلقها المعلم (فجلة).

## طاقم التمثيل
- هند رستم: (توحة)
- محسن سرحان: (رشاد)
- محمود إسماعيل: (فجلة)
- زهرة العلا: (صفاء)
- محمد توفيق: (دقة)
- محمد السبع: (نحلة)
- عبد المنعم إسماعيل: (علولة)
- عبد الغني النجدي: (بقلط)
- رياض القصبجي: (الدباح)
- أحمد سعيد: (الشيخ إبراهيم)
- محمد صبيح: (سيد)
- خيرية خيري: (والدة نحلة)
- قدرية كامل: (زوجة فجلة)
- عبد الحميد بدوي: (الشيخ حسن)
- محمد عبد المطلب: (المطرب)
- نجوى فؤاد: (راقصة)
- ريري: (راقصة)

## فريق العمل
- إخراج: حسن الصيفي
- تأليف: محمود إسماعيل
- مدير التصوير: محمد عبد العظيم
- مونتاج: سعيد الشيخ، حسين عفيفي
- موسيقى تصويرية: عطية شرارة
- إنتاج: أفلام النور العربية (عبد الفتاح منسي)
- توزيع: أفلام النور العربية (عبد الفتاح منسي)